# Jacek Gliński
Jacek Czesław Gliński (ur. 10 lipca 1951 w Świebodzinie) – polski chemik, dr hab. nauk chemicznych, profesor Wydziału Chemii Uniwersytetu Wrocławskiego.

## Życiorys
W 1974 ukończył studia chemiczne na Uniwersytecie Wrocławskim, tam w 1983 obronił pracę doktorską Ultradźwiękowe badania struktury niektórych mieszanin wodno-organicznych napisaną pod kierunkiem Bogusławy Jeżowskiej-Trzebiatowskiej, 16 grudnia 1996 habilitował się na podstawie pracy zatytułowanej Struktura wodnych roztworów nieelektrolitów: badania metodami prędkości dźwięku, anihilacji pozytronów i napięcia powierzchniowego. 8 czerwca 2006 nadano mu tytuł profesora w zakresie nauk chemicznych.
Pracował w Instytucie Chemii na Wydziale Matematyki, Fizyki i Chemii Uniwersytetu Wrocławskiego.
Piastował stanowisko profesora na Wydziale Chemii Uniwersytetu Wrocławskiego.
W 2001 został odznaczony Złotym Krzyżem Zasługi.
Jest żonaty, ma dwóch synów.